# Bernadowo
Bernadowo (do 2009 Bernardowo, kaszb. Bernadowò) – osiedle Gdyni, administracyjnie stanowiące część dzielnicy Mały Kack. Położone jest na śródleśnej polanie ("Polana Bernadowo"), otoczonej kompleksem leśnym Lasów Oliwskich stanowiących część Trójmiejskiego Parku Krajobrazowego. Osiedle graniczy z sopockim osiedlem Brodwino i gdyńskimi osiedlami Kolibki i Osiedle Bernadowo.
Najdogodniejsza trasa dojazdowa do osiedla prowadzi od południa, od strony skrzyżowania z ulicą Sopocką.
Osiedle zostało włączone w obszar Gdyni w 1953 roku.

## Nazwa
Niejednokrotnie osiedle można spotkać pod nazwą „Bernardowo”, jednak jest to obecnie nazwa niepoprawna. Poprawny zapis został określony w rozporządzeniu MSWiA z dnia 18 grudnia 2008.